# Suprofene
Suprofene (nella fase sperimentale conosciuto anche con la sigla R 25 061 e con la sigla TN-762), chimicamente acido alfa-metil-4-(2-tienilcarbonil) benzeneacetico, è una molecola appartenente alla classe dei farmaci antinfiammatori non steroidei (FANS). Il farmaco, sintetizzato dalla società farmaceutica Janssen, è dotato di proprietà di tipo antinfiammatorio, analgesico, antipiretico e di antiaggregazione piastrinica.
In seguito a numerose segnalazioni di effetti nefrotossici con evoluzione verso l'insufficienza renale acuta, suprofene è stato sospeso dalla commercializzazione in tutto il mondo.

## Farmacodinamica
Suprofene è un inibitore della sintesi delle prostaglandine. L'inibizione avviene attraverso il blocco dell'enzimaprostaglandina-endoperossido sintasi, noto anche come cicloossigenasi.

## Farmacocinetica
Dopo somministrazione orale suprofene è ben assorbito dal tratto gastrointestinale. Il composto non sembra subire alcun effetto di primo passaggio. La biodisponibilità assoluta del farmaco è intorno al 92.2%.
Studi sui ratti indicano che i soli tessuti che presentano concentrazioni paragonabili ai livelli plasmatici sono quelli coinvolti nel metabolismo e nell'escrezione, vale a dire il fegato ed il rene. Ad eccezione di questi tessuti e del tratto gastrointestinale, coinvolto nell'assorbimento, le concentrazioni in tutti gli altri tessuti sono apparse molto basse. Suprofene è rapidamente eliminato dall'organismo sia come farmaco immodificato che sotto forma di metaboliti, per il 60% circa con le urine e per il 40% circa con la bile.
Suprofene viene escreto nel latte materno in misura molto ridotta (la media del rapporto latte/plasma basato su misurazioni dell'area sotto la curva è pari a circa l'1,4%) e si lega solo in minima parte alle proteine del latte (circa il 10%).
Va comunque ricordato che gli studi sperimentali hanno sottolineato diversità anche notevoli nel metabolismo di suprofene tra le specie animali di laboratorio e l'uomo.

## Usi clinici
Il farmaco è stato proposto in reumatologia per il trattamento della artrite reumatoide, della spondilite anchilosante, delle osteoartriti e come analgesico in altre patologie dolorose artrosiche. La molecola ha inoltre trovato indicazione anche nel dolore dentario secondario ad interventi chirurgici odontoiatrici, nel dolore associato a parodontopatia, nella dismenorrea, nell'episiotomia e nel dolore post-partum, in numerosi disturbi musculoscheletrici, ed in dolori di varia natura.

Il farmaco è disponibile in alcuni paesi come soluzione oftalmica, soprattutto per prevenire la costrizione pupillare (miosi) durante e dopo interventi chirurgici agli occhi.

## Effetti collaterali ed indesiderati
In alcuni pazienti la soluzione oftalmica può comportare bruciore agli occhi, senso di irritazione, prurito, arrossamento, oppure eccessiva sensibilità alla luce.

L'effetto avverso in assoluto più grave correlato al trattamento con suprofene per via orale è la comparsa di effetti nefrotossici e di insufficienza renale acuta.

## Controindicazioni
Il farmaco non deve essere somministrato in soggetti con ipersensibilità nota al principio attivo oppure ad uno degli eccipienti.
Deve inoltre essere evitato in soggetti affetti da cheratocongiuntiviti virali, specie se associate a lesioni ulcerative. Non deve essere somministrato a soggetti nei quali, a seguito di assunzione di acido acetilsalicilico o di altri FANS, si siano verificati accessi di asma bronchiale, orticaria oppure riniti acute.